# BioNik
BioNik (БіоНік) — український рок-гурт із Чернівців.

## Історія
Колектив було створено на початку 2002 року з ініціативи барабанника.Олександра Істратія. Невдовзі музиканти записали першу пісню «Марево» на студії Олексія Кухарського (фронтмена гурту «Stelsi»). Через два роки BioNik записав іще дві пісні та відправив їх до Києва. Пісні сподобались кільком столичним продюсерам, серед яких був і Юрій Фальоса. Якийсь час він опікувався гуртом, але згодом музиканти розірвали контракт через співпрацю Фальоси з Мікою Ньютон.
BioNik став відомим 2006 року завдяки відео на пісню L'amour de trois.

## Учасники
- Олександр Грубляк — спів, гітара
- Михайло Стаднійчук — бас-гітара
- Олександр Істратій — ударні

## Дискографія
- BioNik (2007)